# آنریدرف

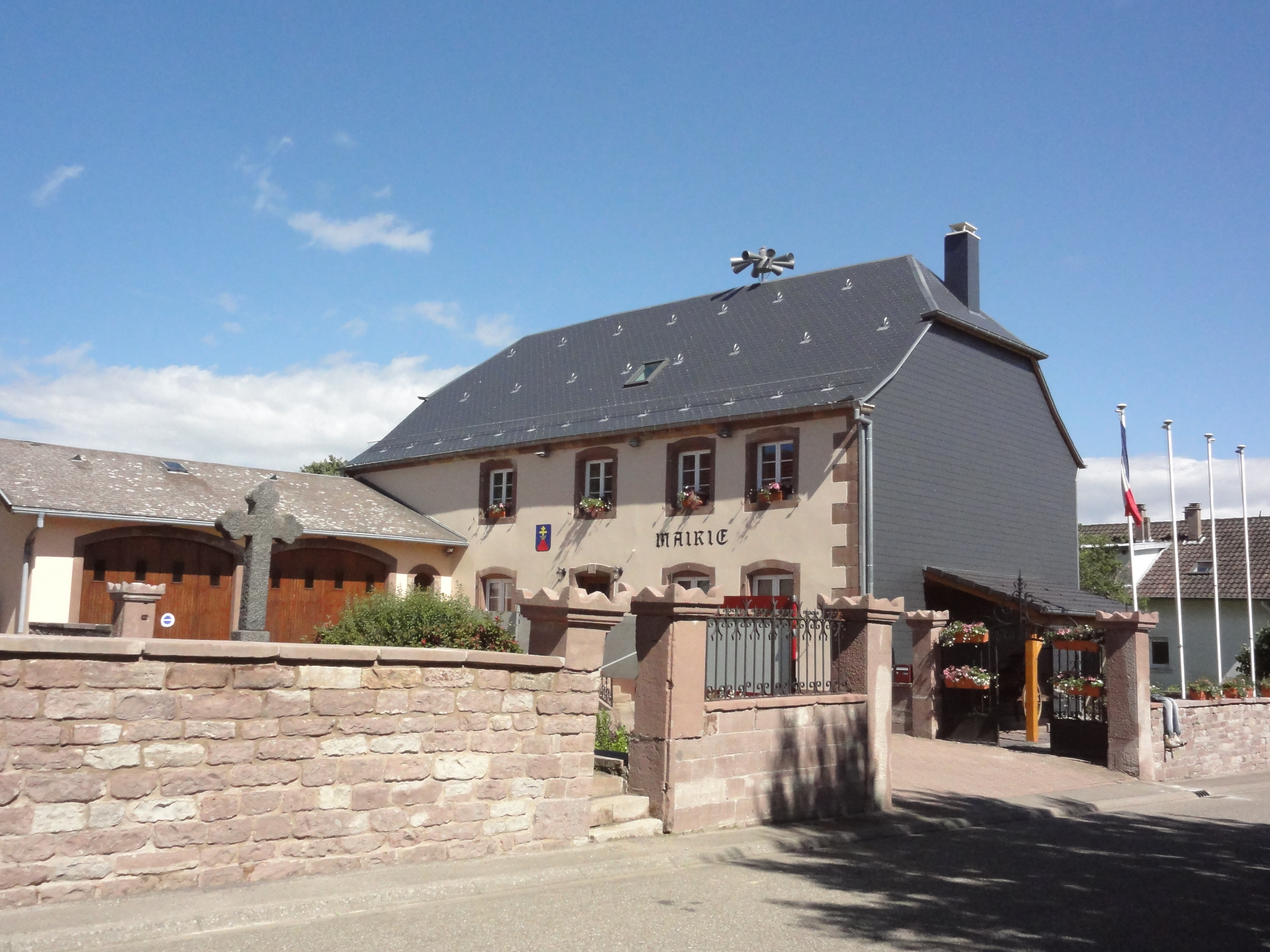
تالار شهر هنیدورف

هنیدورف (به فرانسوی: Henridorff) یک کمون در فرانسه است که در Canton of Phalsbourg واقع شده‌است.

## خصوصیات
آنریدرف ۷٫۳۱ کیلومترمربع مساحت و ۵۳۱ نفر جمعیت دارد و ۳۶۶ متر بالاتر از سطح دریا واقع شده‌است.